# Malta Cup
Malta Cup je bil poklicni snooker turnir, ki je bil na koledarju elitne karavane od sezone 2004/05. Turnir je predhodno potekal pod imenom European Open, tudi pod tem imenom je sicer večkrat potekal na Malti. European Open je bil tudi svojčas edini evropski turnir elitne karavane, ki ni potekal na Britanskem otočju. 
Pred sezono 1988/89 niso prirejali nobenega turnirja zunaj Združenega kraljestva, zato so se na krovni zvezi WPBSA odločili vzpostaviti turnir na drugem koncu Evrope. Turnir je tako potekal pod imenom European Cup do sezone 1996/97, po kateri so ga začasno ukinili. 
Turnir so pod imenom Irish Open zopet obudili v sezoni 1998/99. Turnir so pod imenom Irish Open priredili zgolj enkrat, saj je sledil triletni premor. V tem obdobju so namreč prirejali turnir Malta Grand Prix, ki je prevzel funkcijo edinega kontinentalno evropskega turnirja. Ko so tudi tega ukinili in v sezoni 2000/01 prvič po 13 sezonah sploh ni bilo več nobenega evropskega zunajbritanskega turnirja, so se organizatorji European Opena odločili ponovno zagnati turnir. Po treh izvedbah pod imenom European Open (in vnovično enoletno pavzo med prvo in drugo izvedbo) so turnir preimenovali v Malta Cup. Odtlej je turnir potekal redno vsako leto, dokler ga niso v sezoni 2007/08 napravili za nejakostni turnir, po edini izvedbi nejakostnega turnirja Malta Cup pa so turnir znova ukinili. 
Največ zmag na turnirju ima Stephen Hendry, ki je slavil štirikrat. Tesno za petami mu je s tremi zmagami John Parrott, z dvema zmagama (eno jakostno in eno nejakostno) jima sledi še Shaun Murphy. 

## Zmagovalci
| Leto                     | Zmagovalec               | Nasprotnik v finalu      | Končni izid              | Sezona                   |
| European Open (jakostni) | European Open (jakostni) | European Open (jakostni) | European Open (jakostni) | European Open (jakostni) |
| ------------------------ | ------------------------ | ------------------------ | ------------------------ | ------------------------ |
| 1989                     | John Parrott             | Terry Griffiths          | 9 - 8                    | 1988/89                  |
| 1990                     | John Parrott             | Stephen Hendry           | 10 - 6                   | 1989/90                  |
| 1991                     | Tony Jones               | Mark Johnston-Allen      | 9 - 7                    | 1990/91                  |
| 1992                     | Jimmy White              | Mark Johnston-Allen      | 9 - 3                    | 1991/92                  |
| 1993                     | Steve Davis              | Stephen Hendry           | 10 - 4                   | 1992/93                  |
| 1994                     | Stephen Hendry           | Ronnie O'Sullivan        | 9 - 5                    | 1993/94                  |
| 1995                     | Stephen Hendry           | John Parrott             | 9 - 3                    | 1994/95                  |
| 1996                     | John Parrott             | Peter Ebdon              | 9 - 7                    | 1995/96                  |
| 1997                     | John Higgins             | John Parrott             | 9 - 5                    | 1996/97                  |
| Irish Open (jakostni)    |                          |                          |                          |                          |
| 1998                     | Mark Williams            | Alan McManus             | 9 - 4                    | 1998/99                  |
| European Open (jakostni) |                          |                          |                          |                          |
| 2001                     | Stephen Hendry           | Joe Perry                | 9 - 2                    | 2001/02                  |
| 2003                     | Ronnie O'Sullivan        | Stephen Hendry           | 9 - 6                    | 2002/03                  |
| 2004                     | Stephen Maguire          | Jimmy White              | 9 - 3                    | 2003/04                  |
| Malta Cup (jakostni)     |                          |                          |                          |                          |
| 2005                     | Stephen Hendry           | Graeme Dott              | 9 - 7                    | 2004/05                  |
| 2006                     | Ken Doherty              | John Higgins             | 9 - 8                    | 2005/06                  |
| 2007                     | Shaun Murphy             | Ryan Day                 | 9 - 4                    | 2006/07                  |
| Malta Cup (nejakostni)   |                          |                          |                          |                          |
| 2008                     | Shaun Murphy             | Ken Doherty              | 9 - 3                    | 2007/08                  |